# Дикуша чорна
Дикуша чорна (Falcipennis falcipennis) — вид куроподібних птахів родини фазанових. Поширений в Північній Азії.

## Поширення
Птах мешкає на Далекому Сході Росії, приблизно від 120° сх. д. до берегів Охотського моря й острова Сахалін, на північ до 60° пн. ш. і на південь до нижнього Приамур'я та гір Сіхоте-Алінь, і раніше в горах Малий Хінґан в провінції Хейлунцзян на півночі Китаю. Очевидно, він був винищений у Китаї.
Мешкає в хвойних лісах, переважно з ялини, наприклад, Picea jezoensis і ялиці Abies nephrolepis, і хоча він використовує вторинні ліси, він уникає відкритих ділянок і наймолодших стадій лісової сукцесії.

## Опис
Птахи завдовжки 38–43 сантиметри. Самці важать 580—735 грамів, а самиці — 650—740 грамів. В обох статей черево, боки та підхвістя вкриті білими плямами з білими смугами на криючих крилах і крупі, а також біла кінцева смуга на кінчику хвоста. У самців пір'я коричнево-сірого кольору із закопченим пір'ям на шиї й чорним нагрудником із червоною шкірою над кожним оком. Самиці мають більш блідо-коричневий колір і не мають чітких відміток на обличчі.